# 范树德
范树德（1906年3月—1986年3月）又名范哲明，河北省无极县东朱村人，中国共产党军队后勤工作的奠基人

## 生平

### 入党参军
1922年，考入保定的河北省立第二师范学校。1925年l0月，经同学王鹤寿介绍加入中国共青团，后转入中国共产党。在校期间，因声援上海五卅运动和开展各种革命活动，而被开除校籍。后经人介绍考入黄埔军校第四期经理科。1926年10月毕业后，到 叶挺独立团任中尉连指导员、团辎重队队副，参加北伐战争。

### 秋收起义
1927年，范树德调入国民革命军第二方面军总指挥部警卫团（俗称武汉政府警卫团）担任少校团副兼辎重队队长（相当于团后勤工作负责人）。该团在团长卢德铭（中共党员，后任秋收起义总指挥）领导下，按照中共指示准备参加南昌起义，范树德在该团开拔前找到第二方面军总指挥部留守处主任陈劲节，将招商局“德兴号”轮船调来，全团官兵在黄鹤楼下乘该轮船东下。但因未能赶上南昌起义，该团便在江西省修水县参加了湘赣边秋收起义。参加秋收起义的四个团原定整编为中国工农革命军第一军第一师，范树德任师部中校经理处处长兼第一团团副和辎重队队长。秋收起义前夕，范树德、何长工等人仿照苏联红军军旗的样式，设计并制作了带有镰刀斧头图案的中国工农革命军第一面军旗。秋收起义部队既有国民革命军正规部队，也有身穿安源矿警服装的工人，还有身穿农民服装的农民自卫军，为统一起义部队标识，范树德亲自设计并组织生产了印有工农兵锤、镰、枪图案的红布袖章数千个，发给每人一个佩戴在左臂。秋收起义失败后，范树德支持毛泽东进军井冈山的主张, 他们率领800人抵达永新县三湾村。经过三湾改编后，原四个团的起义部队缩编为一个团，为“中国工农革命军第一军第一师步兵第一团”，辖两个营七个连，范树德任该团团附兼辎重队队长兼供给主任。
1927年10月上旬，工农革命军先后进驻宁冈县的古城、茅坪等地，为恐引起井冈山地方武装首领的怀疑，毛泽东决定向茅坪一带地方武装首领袁文才部赠送步枪一百支，向茨坪一带地方武装首领王佐部赠送步枪七十支, 并让范树德挑选枪支、安排人带着毛泽东的亲笔信分送给袁文才、王佐。袁文才回赠工农革命军1000元大洋并帮助安家，王佐将所存的500多担稻谷（每担一百斤）无偿赠给工农革命军。工农革命军部队由此得以在井冈山中心休整20多天，其间针对部分官兵的消极情绪，毛泽东给官兵们上课，并召开各级党组织会议，范树德及军官连连长陈毅安分别教大家唱《工农兵大联合歌》、《少年先锋队歌》、《国际歌》等歌曲。1927年11月，工农革命军攻占湖南省茶陵县，在当地中共党组织配合下成立茶陵县工农兵苏维埃政府，由谭震林任主席。1928年1月，工农革命军攻占遂川县城，毛泽东指挥部队在黄坳、堆子前、大汾、草林等地打土豪分田地，建立中共党组织，毛泽东还指定范树德兼任遂川县筹款专员，在中共遂川县委书记陈正人支持下向遂川县商会筹助军饷5000元大洋，并且在城厢附近调查没收土豪家的浮财、谷物等。范树德还在遂川县城内没收了天主堂制存的一批葡萄酒，分给团直属队饮用；另外在一家大货栈没收了八十捆（每捆20匹）白土布，在遂川县城染成灰色，缝制成棉衣、夹裤、绑腿、子弹带等分别下发各连队，将剩下的约30担白布送到井冈山桃寮村（张家祠堂）被服厂备用。

### 井冈旌旗
1928年4月，朱德率领的南昌起义余部同毛泽东领导的工农革命军在井冈山会师后，部队改编为中国工农红军第四军，军长朱德，党代表毛泽东，军需处处长范树德，范树德由此成为井冈山时期红军后勤工作的最高领导人。军需处下设财政科、会计科、粮食科、被服厂、粮库、运输队、造币厂等机构，在物资紧缺的困难情况下，军需处保障了井冈山根据地的后勤供应。1928年8月，范树德协助营长陈毅安参与了黄洋界保卫战的指挥及备战工作。
在井冈山，为解决红军吃粮和储粮问题，红军部队开展了下山挑粮活动，军长朱德也报名参加。因为怕年过四十的朱德累坏，朱德的通信员朱良才出主意偷偷将朱德挑粮用的扁担藏起。但朱德找到范树德让再准备一根扁担。范树德回忆，“我当即带名勤务员到桃寮村张家祠堂附近，找到一个姓张的老板娘（当时红军对当地中年以上妇女的称呼），用一个铜子向她买了一根毛竹，砍成两根扁担，一根送给朱德同志，另一根我留着用。在朱德同志的那一根上我用毛笔写了‘朱德扁担——不准乱拿’八个字。我去送给朱德同志时，笑问，‘你看这根扁担行吗？’朱德同志接过去看了看，笑道，‘好啊，明天就用上了。’”1956年7月，为迎接中国人民解放军建军30周年，中央军委向全军老同志征文，编辑《星火燎原》丛书，朱良才为此写了《朱德的扁担》一文，发表后反响很大，后被教育部门收入小学《语文》课本。范树德在1982年《文史通讯》第三、四期上撰文指出该文与事实有出入，特别是扁担上的字并不是“朱德记”三字，而是范树德写的那八个字。井冈山革命博物馆得知后，确认范树德的回忆是正确的，并派人带着用井冈山毛竹削成的扁担到桂林请范树德在扁担上重题这八个字，这件复制的“朱德的扁担”现在井冈山革命博物馆展出。

### 红军后勤
1929年，范树德随毛泽东、朱德率领的红四军进军赣南、闽西，创建新根据地，范树德继续任军需处处长。1929年红军攻占汀州后，缴获大批布匹，范树德等人组织缝制出4000套服装，并用缴获的战利品给每个战士发了军饷，很多红军战士第一次穿上统一服装。1930年春，范树德任红三军军需处处长，1930年6月任红三军参谋长。他和红三军军长黄公略、政委蔡会文指挥红三军消灭了国民革命军第十八师，活捉师长张辉瓒，俘敌近万人，取得了第一次反“围剿”战争的胜利。一天，范树德到总部驻地黄陂圩找毛泽东汇报工作，谈到张辉瓒时，毛泽东说自己已经和他谈话，让他写出三个方面的检查。毛泽东让范树德去教育张辉瓒，范树德在毛泽东的警卫排长张金荣的引领下见到了张辉瓒，在进行审讯和教育后，让张辉瓒按毛泽东指出的三个方面内容赶紧写检查。在第一次反“围剿”的战斗中，范树德还促成敌军一营的官兵投降，当时军长黄公略见前方高山上被红军围困的敌军拒不投降，乃派范树德带4名战士前往查看，途中遇到两名红军干部和一名敌军军官，红军干部向范树德敬礼后称：“这是敌军一营长，因与黄军长是同学，恐缴枪后有危险，故前来面见黄军长，接洽投降事宜。”并且让范树德告知黄军长现在何地。范树德回答说：“我是第三军参谋长，黄军长尚在后面山上，如去面谈往去需时，现有黄公略军长的私章在我衣袋内可以为证。”敌营长看见黄公略私章后，率全营官兵投降。
1930年5月，《中国工农红军编制草案》颁发，其中规定设立红军的经理卫生部。1931年1月，红军的经理卫生部改称经理部，范树德任部长。1931年11月，范树德任中华苏维埃共和国中央革命军事委员会总经理部部长。1932年9月，总经理部改为总供给部，范树德仍任部长。1933年冬，范树德调任中革军委参谋部（刘伯承任总参谋长）第四局局长，继续主抓后勤工作。他参加领导了中央苏区五次反“围剿”战争的后勤保障工作，通过“打土豪、筹款子”，战场缴获，以及中央苏区政府在群众中发动的“借谷运动”及购 买战争公债活动，打破蒋介石对苏区的经济封锁。在苏区粮食最困难的时期，宁化县每年向苏区政府及红军提供“千担纸，万担粮”。1934年，范树德到福建宁化、清流一带筹集军粮五万担，并组织车辆运到江西省石城县。此外，苏区政府在发展农业的同时，还抓了工业、手工业、商业、边贸、税收等项工作，为苏区政府及红军的后勤供应打下了基础。后来遵义会议决议表扬红军后勤供应工作称：“党在‘一切为着前线上的胜利’口号下，解决了前线红军财政上、粮食上和一切其它物质上的需要。”
1931年11月，中华苏维埃第一次全国代表大会在瑞金召开，来自各苏区610名代表选举产生了中华苏维埃共和国临时中央政府，并组建了中央革命军事委员会（俗称中革军委，朱德任主席），范树德、王稼祥、叶剑英分别被任命为中革军委下设的总经理部、总政治部、总参谋部部长。1931年12月，毛泽东任主席的人民委员会任命范树德、毛泽民为财政人民委员，财政人民委员部是人民委员会中主管财政工作的行政机关。中革军委总经理部（后改为总供给部）是中共军队中最早的后勤领导机关，范树德成为中共军队历史上第一任后勤部部长。1932年，中革军委主席朱德与总经理部部长范树德共同签名，向全军下发了有关后勤工作的训令，并加盖中革军委印章。中央军区供给部印发的油票上方写有“净茶油贰拾斤”字样，并写有四条关于油票使用的规定，票面中央盖有大红印章“中华苏维埃共和国中央政府，中央军区供给部”，其左侧下方为部长范树德、政委陈潭秋的手章。

### 被俘之后
1934年8月，范树德到宁化、清流县一带，负责筹集军粮约五万担，到江西石城县一带，充实军队主食。10月初完成任务回瑞金时，参加长征的红军队伍已由长订、瑞金陆续出发，这时范在瑞金中华苏维埃共和国中央政府红色总医院治疗严重痧眼病。10月仍任中央供给部长，中央红军长征后，范树德留在中央苏区，担任湘粤赣游击支队参谋长等职。1935年4月下旬，范带领第二中队长李汉兴等40余人，在汝城一带打游击，佛晓和敌人遭遇，范因受伤被俘。被关押数月后，因是黄埔军校毕业生，1935年11月被任命为国民政府军事委员会委员长武昌行营总务处少校服务员等职。1938年国民政府军事委员会委员长重庆行营主任顾祝同调任第三战区副司令长官，范树德随之调任第三战区副官处第二课（管理课）少校副官，1939年任中校参谋主任。1941年调任第三战区干训团总务组上校组长，同年加入中国国民党。1945年9月日军投降，范树德任长官部受降日军第一接管组上校副组长，接收日军武器及军用品等。后来任日军俘管理所上校所长。1946年12月底，调任郑州绥靖公署第二处少将副处长。1948年8月郑州绥靖公署撤销，弃职，1949年5月抵达广西桂林，后做小生意并参加零星的体力劳动。
1954年4月15日被桂林市公安局逮捕，先后在开封、西安监狱关押改造。1955年授衔时，参加“三湾改编”的仅剩60多人，有23人授予将帅军衔。1975年3月19日在西安战犯管理所获特赦，被安排为桂林市政协工作人员，1980年为桂林市政协委员。1984年，范树德应邀到北京参加黄埔军校建校60周年庆典。1986年3月，范树德在桂林病逝。